# Piłkarski Stadion Narodowy na Malediwach
Piłkarski Stadion Narodowy – to wielofunkcyjny stadion w Male na Malediwach. Wcześniej nazywał się Rasmee Dhandu Stadium. Słowo "Rasmee" oznacza urzędnika w lokalnym języku malediwskim, a Dhandu oznacza otwarty teren/stadion. W 2014 roku w związku z przyznaniem Malediwom organizacji AFC Challenge Cup 2014 został zmodernizowany, a jego nazwę zmieniono na Piłkarski Stadion Narodowy W ramach wykonanych prac zbudowano specjalne strefy dla sędziów i delegatów związkowych, a także pomieszczenie dla mediów. Obecnie używany głównie dla meczów piłki nożnej ligi malediwskiej, o puchar Malediwów i międzynarodowych meczów. Stadion mieści około 13 000 widzów.